# Nissanka Wijeyeratne
Deshamanya Nissanka Parakrama Wijeyeratne (singhalesisch නිශ්ශංක පරාක්‍රම විජයරත්න; geb. 14. Juni 1924; gest. 7. Januar 2007) war ein sri-lankischer Politiker, Beamter,
Diplomat und Poet. Sein wichtigstes Ehrenämt war das des Diyawadana Nilame (Leitender Laien-Custos) des Sri Dalada Maligawa, Kandy, von 1975 bis 1985. Bis zu seinem Tod war er auch Vorsitzender der The Law and Society Trust in Sri Lanka.

## Leben

### Jugend
Nissanka Wijeyeratne wurde am 14. Juni 1924 in eine einflussreiche Familie geboren. Die Familie stammte aus Sabaragamuwa.
Er war der zweite Sohn von Sir Edwin und Lady Leela Wijeyeratne aus Buddenipola Walauwa, Kegalle. Edwin Wijeyeratne war ehemaliger Cabinet Minister für Home Affairs and Rural Development. Sein älterer Bruder, Tissa Wijeyeratne diente als Botschafter in Frankreich und der Schweiz, als Additional Secretary im Außenministerium und als Berater für äußere Angelegenheiten unter Prime Minister Sirimavo Bandaranaike. Der jüngere Bruder, Cuda Wijeyeratne, ist ein Psychiater.
Wijeyeratne erhielt seine Schulbildung am Royal College, Colombo. Danach studierte er an der University of Ceylon, wo er einen BA in Geschichte erwarb. Weitere Studienthemen waren Soziologie und Religionsphilosophie.

### Karriere
Wijeyeratne trat nach der Universität in den Ceylon Civil Service (CCS) ein. Außerdem diente er kurzzeitig als Second Lieutenant der Reserve der Ceylon Artillery Volunteers. Im Staatsdienst bekleidete er verschiedene Positionen, unter anderem war er Permanent Secretary im Ministerium für Information, Broadcasting, Transport und Kulturelle Angelegenheiten, Government Agent in Anuradhapura, Mannar und Jaffna, und Assistant Government Agent in Galle. Daneben war er auch Vorsitzender des Anuradhapura Preservation Board. Wijeyeratne 1973 trat vom Sri Lanka Administrative Service in Ruhestand. Von 1987 bis 1989 war er Mitglied des Executive Board der UNESCO.

### Anuradhapura
Von 1958 bis 1962 war Wijeyeratne Government Agent des Anuradhapura Distrikts. Mit großem Einsatz wirkte er für den Distrikt und übernahm neben seinen Aufgaben in Colombo auch den Vorsitz des Anuradhapura Preservation Board. Zu dieser Zeit wurde die Stadt Anuradhapura maßgeblich verändert. Es wurde eine komplett neue Stadt errichtet und die Bewohner umgesiedelt. Die Heilige Stadt und der Flughafen Anuradhapura Airport wurden geschaffen.
Wijeyeratne leitete diesen Prozess mit Mut und bemerkenswerten politischen Fähigkeiten. In dieser Zeit enthüllte er auch ein Denkmal für H. R. Freeman, einen beliebten Britischen Government Agent, der später als Repräsentant des Distrikts in das 1st State Council of Ceylon gewählt wurde.

### Wappen und Flagge von Sri Lanka

Wappen von Sri Lanka
Flagge von Sri Lanka

1972 wurde das heutige nationale Wappen Sri Lankas geschaffen. Nissanka Wijeyeratne hatte daran maßgeblichen Anteil. Zu dieser Zeit war er Permanent Secretary im Ministerium für kulturelle Angelegenheiten und Vorsitzender des National Emblem and Flag Design Committee. Der Maler des Wappens war der buddhistische Mönch Mapalagama Wipulasara Maha Thera und die kunsthandwerklichen Arbeiten wurden von S. M. Seneviratne durchgeführt. 1972 wurden auf der Flagge Sri Lankas auch vier Blätter des Bo-Baumes in die vier Ecken gesetzt. Vorher waren dort Speerspitzen dargestellt. Die vier Bo-Blätter symbolisieren die vier buddhistischen „himmlischen Verweilzustände“, Metta (Güte), Karuna (Mitgefühl), Mudita (Mitfreude) und Upekkhā (Gleichmut).

### Diyawadana Nilame
10 Jahre lang war Wijeyeratne auch der Diyawadana Nilame des Sri Dalada Maligawa (Tempel des Zahns) in Kandy. 1975 wurde er gewählt und war damit der erste Govigama (aus niederer Kaste) in the Geschichte von Sri Lanka, der erfolgreich die vorherrschende Hierarchie der Radala aus Kandy herausforderte.
In seiner Amtszeit führte er Verwaltungsmethoden ein und gründete das Gold Museum. Auch re-organisierte er die Kandy Perahera (jährliche Prozession) und begründete den Kandy Esala Perahera Fund. Sein Nachfolger wurde sein ältester Sohn, Neranjan Wijeyeratne, der 1985 gewählt wurde und 1995 wiedergewählt wurde.

### Politische Karriere
Wijeyeratne  war Mitglied der United National Party. 1976 wurde er als Hauptorganisator für den Wahlbezirk Dedigama gewählt, wo er 1977 die Parlamentswahlen gewann. In der Folge diente er als Kabinettsminister für Erziehung, Bildung und Recht in der Regierung von Präsident Junius Richard Jayewardene.
Als Kabinettsminister für erziehung und Bildung brachte Wijeyeratne 1978 den Universities Act No 16 ins Parlament ein.  Die University of Ceylon war bis dahin die einzige Universität in Sri Lanka (1942–1978). Anhand des Erlass wurde sie in fünf unabhängige Universitäten geteilt: University of Colombo, University of Peradeniya, University of Sri Jayewardenepura, University of Kelaniya und University of Jaffna. Außerdem schlug er die Gründung der University of Ruhuna und der Open University of Sri Lanka vor. 1980 wurde von ihm das Recht eingeführt, dass Schulkinder ethnischer Minderheiten eine Schuluniform tragen dürfen, die den jeweiligen Traditionen, ethnischen Identitäten und religiösen Bräuchen entspricht.
Der neue Gebäudekomplex des Obersten Gerichts in Colombo wurde von Wijeyeratne mit Unterstützung der chinesischen Regierung errichtet. Er gründete auch das Sri Lanka Cultural Triangle mit Unterstützung der UNESCO zum Schutz der Kulturerbe-Stätten in Sri Lanka, und richtete den Sri Lankan President’s Fund ein, der Gesundheits- und Bildungs-Unterstützung für Bedürftige und Unterprivilegierte bietet. Einer seiner großen persönlichen Erfolge war der Erlass des Mediation Board Act No.72 1988.

### Diplomat
In den 1990ern wurde Wijeyeratne zum Botschafter Sri Lankas in der Sowjetunion ernannt. Er war Leiter der diplomatischen Mission in Moskau für 3 Jahre. Als Mitglied des Executive Committee der UNESCO machte er den Vorschlag, die antike Bibliothek von Alexandria wiederaufleben zu lassen.

## Familie
Wijeyeratne betätigte sich auch als Dichter. Eine Sammlung seiner englischen Gedichte wurde 2001 von seiner Familie in der Anthologie Ape Appacci: An Anthology of Our Father's Poems veröffentlicht.
Wijeyeratne war verheiratet mit Nita Dullewe, der einzigen Tochter von Tinnie und Mallika Dullewe aus Meeduma Walauwa, Rambukkana. Mit ihr hatte er fünf Kinder: Neranjan, Mano, Anuradha, Lankesh and Nishanganie.
Neranjan Wijeyeratne ist Oppositionsführer im Kandy Municipal Council und war 20 Jahre lang Diyawadana Nilame des Sri Dalada Maligawa in Kandy.
Mano Wijeyeratne (der zweite Sohn von Wijeyeratne) war Parlamentarier für den Distrikt Kegalle und Minister of Enterprise Development, sowie Coordinating Secretary für den Präsidenten und Chief Organiser der Sri Lanka Freedom Party für den Wahlbezirk Dedigama im  Distrikt Kegalle. Er war auch Minister of Plantation Services unter Präsident Dingiri Banda Wijetunga.
Anuradha Dullewe Wijeyeratne (der dritte Sohn) ging 1988 in die Politik als Mitglied der United National Party und Abgeordneter im Sabaragamuwa Provincial Council in Ratnapura. Er ist auch Mitglied des National Executive Committee der UNP. Auch er diente 30 Jahre lang als Diyawadana Nilame des Sri Dalada Maligawa, wobei er vom Commissioner of Buddhist Affairs ernannt wurde auf Empfehlung von Mahanayaka Theras von den Orden Malwatte und Asgiriya.

## Ehrungen
- Ehrendoktor der University of Colombo für Philosophie, 1978.
- Buuddha Kulawthansa, ein Titel der buddhistischen Hierarchie der Malwatte und Asgiriya Orden, verliehen von den Maha Nayake Theros (Höchsten Würdenträgern).
- Titel Deshamanya, verliehen von Präsident Ranasinghe Premadasa, National Heroes Day, 22. Mai 1991.